# 舟木幸
舟木 幸（ふなき さち、1968年10月30日 - ）は、日本の女優。旧芸名、舟喜 幸子、舟木 幸子。
東京都出身、城西大学卒業。SRプロダクション所属。東京アクターズスタジオ第1期生。TBS系のテレビドラマ『いのちの現場から』で1992年にデビューの後、テレビドラマを中心に映画、CMなどに出演。

## 人物
血液型はA型。
保有資格：教員、日本ソムリエ協会認定ワインエキスパート
趣味：登山、クライミング

## 出演
役名の太字は主演作品。

### テレビドラマ

#### 月曜ドラマスペシャル（TBS）
- 突然離婚 「妻よやさしく別れてくれ」（1992年2月10日）
- 交通刑務所 刑務官1（1995年5月29日）

#### 月曜ミステリー劇場（TBS）
- 人情質屋の事件台帳1（2001年） - 雨宮直子
- 本人訴訟 司法浪人鵜飼優子の挑戦（2002年1月21日）
- カードGメン 小早川茜6（2003年6月2日） - 箕輪五月 役
- ホステス探偵危機一髪5（2003年10月6日）
- ざこ検事 潮貞志の事件簿2（2004年3月15日）
- パートタイム裁判官1（2005年1月31日） - 佐倉朱美 役
- 横山秀夫サスペンス ネタ元（2005年9月5日） - 早野綾子 役
- 自治会長 糸井緋芽子社宅の事件簿7（2006年3月30日） - 牛尾夏希

#### 月曜ゴールデン（TBS）
- 血痕2 警科研湯川愛子の鑑定ファイル（2007年6月11日）
- 税務調査官 窓際太郎の事件簿16（2007年10月1日） - 田辺町子 役
- 女教師探偵 西園寺リカの殺人ノート（2008年5月19日） - 中森礼子 役
- 警視庁南平班 七人の刑事1（2009年8月24日）
- 弁護士高見沢響子10（2009年10月19日） - 西山佐知子 役
- 刑事シュート しゅうと&ムコの事件日誌2（2010年3月15日） - 柏原琴乃 役
- 捜し屋★諸星光介が走る5（2010年4月12日） - 川本初枝 役
- 湯けむりバスツアー 桜庭さやかの事件簿2（2010年4月19日）
- 警視庁鑑識課〜南原幹司の鑑定〜（2011年3月28日） - 奥村美輪子 役
- 緑川警部シリーズ 「緑川警部 VS 殺人トランプ」 （2011年9月12日） - 渡瀬加奈 役
- ヤメ判 新堂謙介 殺しの事件簿2（2012年1月23日） - 仁科友紀 役
- 駅弁刑事・神保徳之助9（2015年5月11日） - 宮本沙織 役
- 北海道警察4（2015年9月21日） - 米本晴美 役

#### 月曜女のサスペンス（テレビ東京）
- 夏樹静子トラベルサスペンス 女子大生が消えた（1993年2月1日） - 竜野黎子 役

#### 火曜サスペンス劇場（日本テレビ）
- 遠い日の花火（1997年9月23日） - 山辺由起子 役
- 当番弁護士 - 深沢美佳 役
  - 5（1998年1月27日）
  - 6（1998年6月23日）
  - 7（1999年2月16日）
  - 8（1999年8月3日）
- 追跡4 （1998年8月18日）
- 事件記者2（1999年12月7日）
- 外科医有森冴子 秋のスペシャル（2000年10月3日）
- 赤い靴（2001年3月13日）
- あのひとの髪（2001年5月8日、福岡放送） - 城野由美 役
- だます女だまされる女3（2001年12月4日）
- 貴賓室の怪人（2002年2月5日） - 吉田須美子 役
- 新 女検事霞夕子19（2002年4月16日）
- 新 女検事霞夕子22（2004年1月13日） - 中野芳江 役
- 下町・銭湯騒動記4（2004年2月17日） - 清水綾乃 役

#### 火曜ドラマゴールド（日本テレビ）
- 美貌のメス 脳神経外科医・津山慶子（2007年2月13日） - 望月泰子 役

#### 水曜プレミア（TBS）
- 刹那に似てせつなく（2005年3月16日）

#### 水曜ミステリー9（テレビ東京）
- 鉄道警察官 清村公三郎1（2005年9月25日）
- 多摩南署たたき上げ刑事 近松丙吉7（2007年9月5日）
- ブランド刑事3（2008年7月30日） - 若葉（芸妓） 役
- 旅行作家 茶屋次郎9（2011年11月30日） - 明菜ママ 役
- 監察医 篠宮葉月 死体は語る14（2014年1月8日） - 鈴木佐和子 役
- 喪失の儀礼（2016年3月30日） - 住田文子

#### 金曜エンタテイメント（フジテレビ）
- 腕まくり看護婦物語6（1996年） - 永田真紀 役
- 新 京都祇園芸妓シリーズ 「都おどり殺人事件」（2003年11月28日） - 石井千草 役
- 妻は多重人格者（2006年3月24日）

#### 金曜プレステージ（フジテレビ）
- 外科医鳩村周五郎 カルテ3（2007年2月16日） - 小島留美子 役
- 風の診療所 岬のドクター奮戦記（2007年6月22日） - 吉田京子 役
- ドクター小石の事件カルテ6（2009年11月6日）
- 私立探偵・下澤唯 「悲しみの殺人迷路」（2011年7月22日）
- 警部補元山純平（2011年8月19日）
- 森村誠一サスペンス 捜査線上のアリア（2012年6月22日）
- 西村京太郎スペシャル 警部補・佐々木丈太郎7（2014年6月20日） - 高井京子 役

#### 土曜ワイド劇場（テレビ朝日）
- もう一つの旅路（1991年11月30日）
- 二度狙われる女（1993年7月3日）
- 同居人カップルの殺人推理旅行5（1998年5月2日）
- タクシードライバーの推理日誌11（1999年6月5日） - 豊田良江 役
- 探偵事務所5（1999年6月12日） - 松山美帆 役
- 事件7（1999年10月2日）
- おばはん刑事 流石姫子3（1999年10月23日） - 北川秀美 役
- おかしな二人2（2002年8月3日）
- おかしな刑事1（2003年8月23日）
- 神父草場一平の推理1（2004年6月5日） - 田辺加世 役
- ドクVSデカ 心療内科医&殺人課刑事の捜査ファイル2（2004年9月4日）
- タクシードライバーの推理日誌19（2004年10月30日） - 宇野幸子 役
- 検事 朝日奈耀子3（2005年7月9日） - 江崎冬子 役
- 神父・草場一平の推理2（2005年8月27日） - 田辺加世 役
- 仮釈放の女（2005年10月22日）
- おとり捜査官 北見志穂10（2006年5月6日） - 大沢文恵 役
- 春らん漫 花の京都熟年探偵団（2007年4月21日） - 野中摂子 役
- 西村京太郎トラベルミステリー49（2008年4月26日） - 原田絵里 役
- タクシードライバーの推理日誌25（2009年4月11日）
- 拘置所の女医（2011年3月5日） - 黒田洋子 役
- 弁護士 森江春策の事件3（2011年10月29日） - 佐野真知子 役
- 内田康夫サスペンス 福原警部4（2012年4月14日） - 内川瞳 役
- 狩矢父娘シリーズ14（2012年10月6日） - 今井早百合 役
- 森村誠一の終着駅シリーズ〜残酷な視界（2014年6月28日） - 石川マキ 役
- 逆転報道の女4（2014年11月22日） - 高田紗英子 役
- 法医学教室の事件ファイル40（2015年2月14日） - 山口玲子 役
- 切り裂きジャックの告白 〜刑事 犬養隼人〜（2015年4月18日、朝日放送） - 高里昌平の母 役
- 救急救命士・牧田さおり10（2015年5月9日） - 竹下美里 役
- ドクター彦次郎2（2016年10月1日） - 柳本塔子 役

#### 日曜ワイド
- 特殊犯罪課・花島渉2（2017年） - 江藤真紀
- 将軍刑事（2018年） - 片瀬江里

#### 日曜プライム
- 白日の鴉2（2020年） - 立花雅恵

#### 女と愛とミステリー（テレビ東京）
- 信濃のコロンボ事件ファイル2（2002年5月22日）
- 文書鑑定人白鳥あやめ（2002年6月9日） - 榎本明子
- 逃げ口上 路線バス爆破事件（2002年10月13日）
  - 「和泉教授夫妻シリーズ3」（2003年） - 君根夕子

#### 六つの離婚サスペンス（関西テレビ）
- 試すなかれ（1992年2月24日）

#### 世にも奇妙な物語（フジテレビ）
- '96冬の特別編「熊の木本線」（1996年1月4日）
- '00秋の特別編「バーゲンハンター」（2000年10月4日）
- '03秋の特別編「影が重なる時」（2003年9月18日）
- '14秋の特別編「未来ドロボウ」（2014年10月18日） - 白井陽子 役
- 25周年記念!秋の2週連続SP 傑作復活編「思い出を売る男」<リメイク版>（2015年） - 森島理恵
- '16春の特別編「夢見る機械」（2016年） - 野間崎直美
- '20秋の特別編「アップデート家族」（2020年） - 黒崎幸子
- '23秋の特別編「地獄で冤罪」（2023年11月11日） - 三雲妙子役

#### ドラマ30（MBS）
- いのちの現場から - 寺田（林）留美子 役
  - 1（1992年4月6日 - 5月29日）
  - 2（1994年1月31日 - 3月25日）
  - 3（1995年10月2日 - 11月24日）
  - 4（1996年12月2日 - 1997年1月31日）
  - 5（1998年3月30日 - 5月29日）
- 新キッズ・ウォー（2005年8月1日 - 9月30日、CBC） - 塚本芳江 役
- がきんちょリターン・キッズ 第34話 - 第35話（2006年9月14日 - 15日） - 坂口 役
- みこん六姉妹 第8話 - 第14話（2006年10月11日 - 19日） - 唐沢美里 役

#### 昼ドラ（東海テレビ）
- 誘惑の夏（1993年6月28日 - 9月24日）
- 母の告白 第9話 - 第20話・最終話（2002年1月17日 - 2月1日・3月29日） - 杉山秋代 役
- 愛のソレア 第20話 - 第24話（2004年10月25日 - 29日）
- 明日の光をつかめ（2010年7月5日 - 9月3日） - 沢口美佐子 役
- プラチナエイジ 第24話 -（2015年4月30日 - ） - 秋山渚 役

#### ドラマ（その他）
- ADブギ 第10話（1991年12月20日、TBS）
- はぐれ刑事純情派
  - （2001年） - 工藤久美子 役
  - 第14シリーズ 第8話（2001年） - 江島弓子 役
  - 第16シリーズ 第22話（2003年） - 須田紀子 役
- 子を貸し屋（1996年12月23日、テレビ東京）
- Dの遺伝子 「情報隔離」（1997年5月12日、フジテレビ）
- 髪結い伊三次 第5話（1999年5月26日、フジテレビ） - おきみ 役
- ザ・ドクター（1999年） - 木元咲子 役
- バースデイ〜こちら椿産婦人科〜（1999年10月13日 - 12月15日、テレビ東京） - 坂崎梢 役
- おばあちゃま、壊れちゃったの? 第2・6話（2000年1月29日・2月26日、テレビ朝日）
- 池袋ウエストゲートパーク 第9話 - 第10話（2000年6月9日 - 16日、TBS）
- ブッチギリ女消防士 火消し屋小町（2000年12月26日、関西テレビ）
- 愛は正義 第9話（2001年3月9日、テレビ朝日）
- ネバーランド 第1話（2001年7月6日、TBS）
- ハイビジョンサスペンスドラマ 凍える牙（2001年11月26日、NHK）
- オヤジ探偵2 第2話（2002年10月17日、テレビ朝日） - 横山瞳 役
- 電池が切れるまで 第3・6話 - 第9話（2004年5月6日・27日 - 6月17日、テレビ朝日） - 沢渡敏枝 役
- はみだし刑事情熱系 第8シリーズ 第6話（2004年5月19日、テレビ朝日） - 矢野暁子 役
- 弟[3] 第1夜（2004年11月17日、テレビ朝日）
- みんな昔は子供だった。 第1話 - 第2話・7話（2005年1月11日 - 18日・2月22日、関西テレビ） - 谷美咲 役
- 対岸の彼女（2006年1月15日、WOWOW）
- 相棒（テレビ朝日）
  - season4 第15話「殺人セレブ」（2006年2月1日） - 仁科世理子 役
  - season10 第7話「すみれ色の研究」（2011年11月30日） - 加藤恵子 役
  - season16 第3話「銀婚式」（2017年11月1日） - 広崎玲奈 役
- おみやさん 第5シリーズ 最終話（2006年12月14日、テレビ朝日） - 菊乃 役/小早川佳代 役
- 中学生日記 「僕の視力は1.5」（2006年12月18日、NHK名古屋） - 山本智子 役
- 花嫁とパパ 第4話（2007年5月1日、フジテレビ）
- 女刑事みずき 京都洛西署物語 第2シリーズ 第7話（2007年8月16日、テレビ朝日） - 山崎桃子 役
- ひとがた流し 第1話（2007年12月1日、NHK）
- 京都地検の女 第4シリーズ 最終話（2007年12月20日、テレビ朝日） - 北沢まり 役
- 薔薇のない花屋 第1話（2008年1月14日、フジテレビ）
- 4姉妹探偵団 第5話（2008年2月15日、朝日放送 / テレビ朝日） - 内海玲子 役
- 24時間あたためますか? 第4章 「自殺名所のコンビニ」（2008年3月15日、日本テレビ）
- キミ犯人じゃないよね? 第7話（2008年5月23日、テレビ朝日） - 安達美保子 役
- ゴンゾウ 伝説の刑事 第4・最終話（2008年7月23日・9月10日、テレビ朝日） - 小峰妙子 役
- ラストメール 第7話（2008年11月27日、BS朝日）
- Cafe吉祥寺で 第53話 - 第54話（2008年12月10日 - 11日、テレビ東京） - 澤田香織 役
- サギ師リリ子 第39話 - 第40話（2009年2月26日 - 27日、テレビ東京）
- チャンス 彼女が成功した理由 Episode2（2009年3月14日、フジテレビ）
- コールセンターの恋人 第3話（2009年7月17日、朝日放送 / テレビ朝日） - 村松良美 役
- 科捜研の女（テレビ朝日）
  - 第9シリーズ 第5話（2009年8月6日） - 宇津木瞳 役
  - 第13シリーズ 第5話（2013年11月14日） - 原美智子 役
  - 第17シリーズ（2018年3月8日） - 武田巴 役
- チャレンジド 第1・3話（2009年10月10日・24日、NHK）
- ROMES / 空港防御システム 第4話（2009年11月5日、NHK）
- サムライ・ハイスクール 第7話（2009年11月28日、日本テレビ）
- その男、副署長 第3シリーズ 第9話（2009年12月10日、テレビ朝日） - 中村初子 役
- ハンチョウ 神南署安積班 第2シリーズ 第7話（2010年2月22日、TBS） - 山下美栄子 役
- 臨場 続章 第8話（2010年6月2日、テレビ朝日） - 仲田真弓 役
- Q10 第2話（2010年10月23日、日本テレビ）
- 地味女道（2010年11月6日 - 20日、NHK ワンセグ2）
- 医龍 Team Medical Dragon3 第5話 - 最終話（2010年11月11日 - 12月16日、フジテレビ） - 真鍋佳恵 役
- 幻夜 第1話（2010年11月21日、WOWOW）
- 時々迷々（NHK Eテレ）
  - 2010年度 第3話「まねっこレミ」（2010年5月12日） - 森下の母親 役
  - 2010年度 第15話「ウソ・ウソ・ウソ」（2010年12月8日）- ともかの母親　役
- ホンボシ 心理特捜事件簿 第2話（2011年1月27日、テレビ朝日） - 栗橋友里 役
- スクール!! 第6話 - 第7話（2011年2月20日 - 27日、フジテレビ） - 伊藤春江 役
- チャレンジド 卒業（2011年5月14日 - 21日、NHK）
- BOSS 2ndシーズン CASE05（2011年5月19日、フジテレビ）
- 遺留捜査（テレビ朝日）
  - Season1 第7話（2011年5月25日） - 大友優樹菜 役
  - Season5 第4話（2018年8月2日） - 志倉寛子 役
  - Season7 第7話（2022年8月25日） - 細野香織 役
- おみやさん 第8シリーズ 最終話（2011年6月23日、テレビ朝日） - 神田玲子 役
- ブルドクター 第10話（2011年9月7日、日本テレビ） - 武田仁美 役
- バラ色の聖戦 第4話（2011年9月25日、テレビ朝日） - 加奈 役
- DOCTORS 最強の名医 第1話（2011年10月27日、テレビ朝日） - 三好昌代 役
- ランナウェイ〜愛する君のために 第6話（2011年12月1日、TBS）
- 理想の息子 第8話（2012年3月3日、日本テレビ）
- ステップファザー・ステップ 第10話（2012年3月12日、TBS） - 花井夏代 役
- 刑事魂（2012年3月31日、テレビ朝日） - 三島友紀子 役
- 連続テレビ小説 梅ちゃん先生 第22話（2012年4月23日、NHK）
- 警視庁捜査一課9係 season7 第6話（2012年8月8日、テレビ朝日）
- GTO（関西テレビ）
  - 第1期　第9話「最後の授業…担任外し真相へ。アイツを救う! 皆で!!」（2012年8月28日） - 水樹浩子 役
  - 第2期　第6話「鬼塚夏休み授業! 夢は叶わない!?」（2014年8月12日） - 柊久美子 役
- イロドリヒムラ 第1話（2012年10月15日、TBS） - 神無月 役
- 捜査地図の女 第2話（2012年10月25日、テレビ朝日） - 西川由梨 役
- 特捜最前線×プレイガール2012（2012年12月2日、東映チャンネル） - 溝口晴美 役
- 十万分の一の偶然[4]（2012年12月15日、テレビ朝日） - まり子 役
- 空飛ぶ広報室 第2話（2013年4月21日、TBS）
- 確証〜警視庁捜査3課 第3話（2013年4月29日、TBS） - 樋口絢子 役
- 刑事110キロ 第4話（2013年5月16日、テレビ朝日） - 城島雅子 役
- 潜入探偵トカゲ 第9話（2013年6月13日、TBS） - 岸森真知子 役
- 町医者ジャンボ!! 第2話（2013年7月11日、読売テレビ） - 高村真奈美 役
- リミット（2013年7月12日 - 9月27日、テレビ東京） - 今野寿美代 役
- ドクターX〜外科医・大門未知子〜 第2話 - 第3話（2013年10月24日 - 31日、テレビ朝日） - 海老名の妻
- オリンピックの身代金〜1964年・夏〜（2013年11月30日 - 12月1日、テレビ朝日）
- 死神くん 第2話（2014年4月25日、テレビ朝日） - 山本美紀 役
- 匿名探偵 第3話（2014年7月25日、テレビ朝日） - 真鍋祥子 役
- 罪人の嘘 第3話・最終話（2014年9月14日・28日、WOWOW）
- ヤメゴク〜ヤクザやめて頂きます〜 第3話（2015年4月30日、TBS） - 風見尚子 役
- 迷宮捜査（2015年5月10日、テレビ朝日） - 芳村静江 役
- ホテルコンシェルジュ 第6話（2015年8月11日、TBS） - 中原暁美 役
- 最強のふたり〜京都府警 特別捜査班〜 第7話（2015年9月3日、テレビ朝日） - 斎藤真奈 役
- フラジャイル 病理医岸京一郎の所見（2015年1月13日、フジテレビ） - 景山由里子
- 松本清張特別企画 喪失の儀礼（2016年3月30日、テレビ東京） - 住田文子 役
- 警視庁・捜査一課長 season1 第5話（2016年5月12日、テレビ朝日） - 黒沢玲香 役
- 最後のレストラン（2016年） - 有賀千恵の母
- 刑事7人 第2シリーズ 第6話（2016年8月24日、テレビ朝日） - 保険外交員・日吉景子 役
- この世にたやすい仕事はない（2017年、NHK BSプレミアム）
- 大貧乏 第7話 - 第8話（2017年2月19日 - 26日、フジテレビ） - 吉沢美智子 役
- 櫻子さんの足下には死体が埋まっている 第5話 - 第6話（2017年5月21日 - 28日、フジテレビ） - 圓千沙 役
- 仮面ライダービルド 第4話（2017年9月24日、テレビ朝日） - 鍋島友恵 役
- 特捜9 第8話「無限大の殺人」（2018年5月30日、テレビ朝日） - おもちゃ会社「ノーニ」社長 水上洋次郎（団時朗）の妻・水上康子 役
- 直撃!シンソウ坂上SP（2018年8月16日、フジテレビ[5]） - 美谷島邦子 役
- イノセンス 冤罪弁護士（2019年） - 藤里美恵 役
- サイレント・ヴォイス（行動心理捜査官・楯岡絵麻）SP 悪魔の学問（2020年3月7日） - 山野加世子 役
- さくらの親子丼 Season3（2020年） - 室井百合子（拓真の母） 役
- 今野敏サスペンス 警視庁強行犯係 樋口顕 第2話（2021年1月22日、テレビ東京） - 浅野達郎の母 役
- 愛しい嘘〜優しい闇〜 第1話（2022年1月14日、テレビ朝日） - 今井妙子 役
- トッカイ 不良債権特別回収部（2021年1月17日 - 4月4日、WOWOW） - 古賀の妻 役
- 絶対BLになる世界VS絶対BLになりたくない男 - オカン 役
  - Season1（2021年3月27日、テレ朝チャンネル1）
  - Season2（2022年3月20日、テレ朝チャンネル1）
- 言霊荘（2021年10月30日、テレビ朝日） - 栞の母 役
- 純愛ディソナンス（2022年7月14日 - 9月22日、フジテレビ） - 新田景子 役
- 六本木クラス 第5話（2022年8月4日、テレビ朝日） - 江森教諭 役
- 月曜プレミア8 黙秘犯（2022年8月8日、テレビ東京） - 友部松子 役
- 雨に消えた向日葵 第5話（2022年8月14日、WOWOW） - 被害者の母 役
- 早朝始発の殺風景 第4話（2022年11月25日、WOWOW） - 麻の母 役
- invert 城塚翡翠倒叙集 第4話（2022年12月18日、日本テレビ） - 宮本祥子 役
- 女神の教室〜リーガル青春白書〜 第3話・第9話（2023年1月23日・3月6日、フジテレビ） - 白石小百合 役
- 警視庁アウトサイダー 第4話（2023年1月26日、テレビ朝日） -  山川華絵 役
- 僕らのミクロな終末 （2023年1月30日 - 3月20日、朝日放送） - 嘉神めぐるの母 役
- ブラックポストマン 第1話（2023年8月18日、テレビ東京） - 吉井幸子 役
- シッコウ!!〜犬と私と執行官〜 第7話（2023年8月22日、テレビ朝日） - 朽木睦子 役
- くすぶり女とすん止め女 第2話（2023年10月17日、テレビ東京） - 工藤智子 役
- マウンテンドクター 第2話 - （2024年7月15日 - 、関西テレビ・フジテレビ） - 倉持菜月 役[6]
- 笑うマトリョーシカ 第7話（2024年8月9日、TBS） - 中島弥生 役[7]

### 配信ドラマ
- ショートフィルム「彼女はいかにして世界を救ったか」（2019年5月8日、YOUTUBE-テレパックチャンネル） - 先生　役
- A2Z 第9話・第10話（2023年、Amazon Prime Video）

### TV（情報バラエティ等）
- ご参考までに。3（2018年10月15日、日本テレビ）
- FNN報道スペシャル 平成の“大晦日”令和につなぐテレビ（2019年4月30日、フジテレビ）
  - ドラマ『プリンセス美智子さま物語　知られざる愛と苦悩の軌跡』浜村雪子 役

### 映画
- 天使（2006年1月21日、松竹）
- 任侠学園（2019年9月27日、エイベックス・ピクチャーズ） - 美咲の母 役
- 終わりが始まり（2022年5月27日、トキメディアワークス）
- 米寿の伝言 劇場版（2023年予定、監督・脚本 ガクカワサキ、ACT）

### 書籍
- 週刊ヤングジャンプ （集英社、舟喜幸子 名義、グラビアモデル ）
  - 1986年8月28日号 NO.37
  - 1987年1月22日号 NO.6ー表紙（晴れ着）
  - 1987年5月21日号 No.23
  - 1988年6月16日号 No.27
  - 1988年8月4日号 NO.34
- ヤングジャンプ・ザ・グレート青春号（集英社、舟喜幸子 名義、グラビアモデル ）
  - 1987年1月20日号
  - 1987年7月10日号
- COMPLEX―有坂京子写真集 撮影上野実 ECONAVI（株式会社スコラ、有坂京子 名義、1994年4月1日発売 ）ISBN：978-4-7962-0166-7
- スコラ（株式会社スコラ、有坂京子 名義、1994年4月14日号 ）
- FLASH EXCITING フラッシュ・エキサイティング（光文社、有坂京子 名義、1994年5月16日号 ）
- 週刊現代（講談社、有坂京子 名義、1994年7月30日号 ）

### ラジオ
- 青春アドベンチャー トリガー（2001年12月3日～12月14日、NHK-FM ）
- FMシアター 春の空へ（2002年4月13日、NHK-FM ）
- FMシアター 父も恋する（2005年5月7日、NHK-FM ）

#### CM
- 平安閣
- アテニア化粧品
- NTT西日本
- ロート製薬
- ナムコ ナンジャタウン
- 三菱電機 ピュアホット
- ダスキン
- ロート製薬 ファイバーサプリ
- Panasonic ECONAVI（2011年10月 - ）
- MetLife Alico やさしくそなえる医療保険 / 終身タイプ（2011年11月 - ）
- 日清食品 チキンラーメン（2012年7月 - ）
- 日立製作所 日立の家電品（2014年9月 - ）
- キヤノン EOS 8000D連続webドラマ「遠まわりしようよ、と少年が言った。」（2015年。YouTubeでの期間限定）
- ニベア クリームCM「ずっとまもりたい篇」母親役（2022年 ）